# Хлорида (нимфа)
Хлорида, или Хлорис (др.-греч. Χλωρίς, от χλωρός, «жёлто-зелёный», «бледно-зелёный», «бледный»), — одна из нимф весны, цветов и возобновления роста растений в древнегреческой мифологии. По преданию, эти нимфы жили в Элизии — в той части загробного мира, где царит вечная весна.
Овидий в своей поэме «Фасты» (I век нашей эры) рассказывает историю этой нимфы: она жила «на блаженных полях», была очень хороша собой («Как хороша я была, мне мешает сказать моя скромность») — и однажды на неё обратил внимание бог западного ветра, посланник весны Зефир. Сделав её своей супругой, он превратил её из скромной нимфы в блистательную богиню цветов, расцвета, весны и полевых плодов. Относительно её латинского имени, Флоры, Овидий пишет: «Флорой зовусь, а была я Хлоридой; в устах же латинских // Имени моего греческий звук искажен».

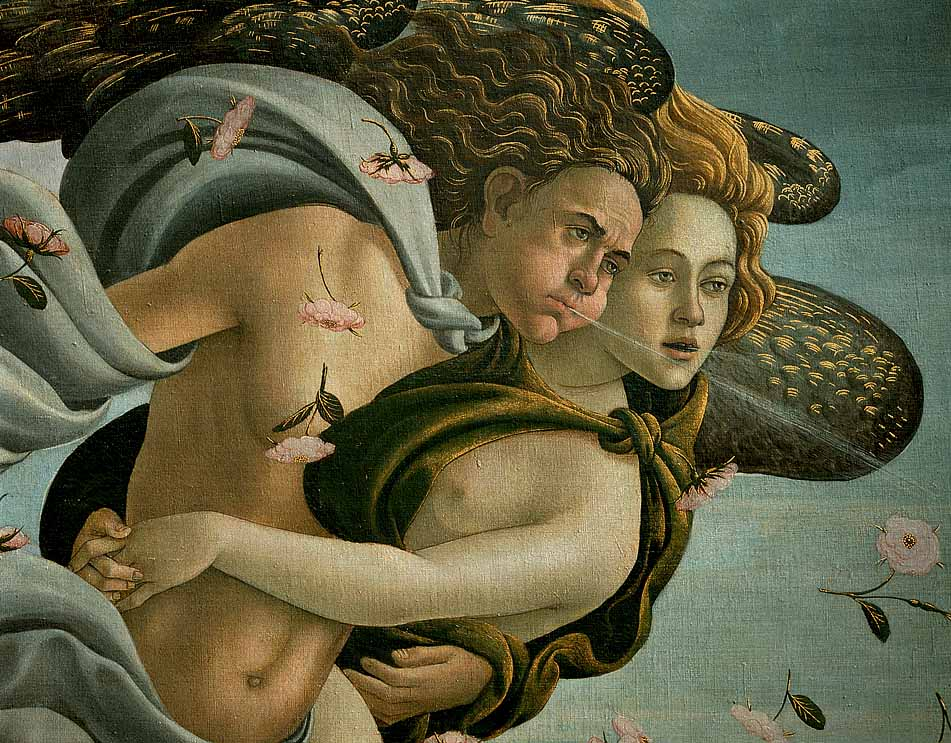
Хлорис и Зефир. Фрагмент картины Сандро Боттичелли «Рождение Венеры» (1482—1486)

От союза Хлориды и Зефира (по другому варианту мифа — от союза Хлориды и Зевса) родился Карпос, бог плодов.
Одно из наиболее известных произведений живописи с изображением нимфы Хлориды — картина периода Раннего Возрождения итальянского художника Сандро Боттичелли «Весна» (1482). На ней, в частности, изображена Хлорида, преследуемая летящим богом Зефиром, и богиня Флора, в которую превращается Хлорида после того, как становится супругой Зефира. Искусствоведческая интерпретация этой сцены следующая: Зефир, ассоциируясь с духовным началом, пробуждает Хлориду, ассоциирующуюся с материальным началом, — и в результате появляется качественно новая, «всё рождающая» богиня, Флора, являющаяся носителем (воплощением) одновременно и материального, и духовного.
В честь Хлориды назван астероид (410) Хлорида, открытый в 1896 году.